# Cure Bowl 2024
Match précédent Match suivant
Le Cure Bowl 2024 est un match de football américain de niveau universitaire joué après la saison régulière de 2024, le 20 décembre 2024 au Camping World Stadium situé à Orlando dans l'État de Floride aux États-Unis.
Il s'agit de la 10e édition du Cure Bowl.
Le match met en présence l'équipe des Bobcats de l'Ohio issue de la Mid-American Conference et l'équipe des Gamecocks de Jacksonville State issue de la Conference USA.
Il débute vers midi locales (18 heures en France) et est retransmis à la télévision par ESPN.
Sponsorisé par la société StaffDNA , le match est officiellement dénommé le 2024 StaffDNA Cure Bowl.
Ohio remporte le match sur le score de 30 à 27.

## Présentation du match
Il s'agit de la 1re rencontre entre les deux équipes.
| Équipes                         | Logos | Couleurs | Conférences | Entraîneurs                  | Stats. saison rég. | Classements avant le bowl | Classements avant le bowl | Classements avant le bowl |
| ------------------------------- | ----- | -------- | ----------- | ---------------------------- | ------------------ | ------------------------- | ------------------------- | ------------------------- |
| Équipes                         | Logos | Couleurs | Conférences | Entraîneurs                  | Stats. saison rég. | CFP                       | AP                        | Coaches                   |
| Bobcats de l'Ohio               |       |          | MAC         | Brian Smith (en) (4e saison) | 10 - 3             | NC                        | NC                        | NC                        |
| Gamecocks de Jacksonville State |       |          | CUSA        | Rod Smith (en) (intérim)     | 9 - 4              | NC                        | NC                        | NC                        |
| - Arbitre : Edwin Lee (AAC)     |       |          |             |                              |                    |                           |                           |                           |

### Bobcats de l'Ohio
Avec un bilan global en saison régulière de 9 victoires et 3 défaites (7-1 en matchs de conférence), Ohio est éligible et accepte l'invitation pour participer au Cure Bowl 2024.
Ils terminent la saison régulière classés 2e de la Mid-American Conference derrière Miami (OH) mais les battent en finale de conférence (38-3) et comptent ainsi un bilan de 10 victoires et 3 défaites avant le bowl. Les trois défaites ont été actées contre Syracuse, Kentucky, and Miami (OH). Ils n'ont rencontré aucune équipe classée dans le Top 25 de l'AP.
À l'issue de la saison 2024 (bowl non compris), ils n'apparaissent pas dans les classements CFP, AP et Coaches.
Il s'agit de leur première participation au Cure Bowl, leur troisième bowl consécutif et le 16e bowl de leur histoire.
À la suite du départ de leur entraîneur pour les 49ers de Charlotte, Brian Smith (en) a été nommé entraîneur par intérim pour ce bowl avant que l'université n'annonce qu'il a été engagé pour être leur nouvel entraîneur principal en 2025.

### Gamecocks de Jacksonville State
Avec un bilan global en saison régulière de 8 victoires et 4 défaites (7-1 en matchs de conférence), Jacksonville State est éligible et accepte l'invitation pour participer au Cure Bowl 2024.
Les quatre défaites en saison régulière ont été actées contre Coastal Carolina, Louisville, Eastern Michigan et Western Kentucky. Louisville a été la seule équipe du Top 25 de l'AP qu'ils ont rencontrée.
Ils terminent la saison régulière classés 1re de la Conference USA. Il remportent ensuite 52 à 12 la finale de conférence jouée contre les Hilltoppers de Western Kentucky et comptent ainsi un bilan de 9 victoires et 4 défaites avant le bowl.
À l'issue de la saison 2024 (bowl non compris), ils n'apparaissent pas dans les classements CFP, AP et Coaches.
Leur entraineur Rich Rodriguez ayant signé chez les Mountaineers de la Virginie-Occidentale, Rod Smith a été désigné entraîneur intérimaire pour le bowl.
Il s'agit de leur première participation au Cure Bowl, leur deuxième bowl consécutif et le 2e bowl FBS de leur histoire.